# Zio Paperone in fortuna sulle rocce
Zio Paperone in fortuna sulle rocce è una storia a fumetti con personaggi della Disney di Don Rosa del 1988.

## Trama
La storia è una breve avventura in cui Zio Paperone, Paperino, Qui, Quo e Qua si recano ad una montagna comprata dallo Zione per trovare magari alcuni minerali preziosi con cui trarre un profitto, ma non troveranno il modo di far rendere l'acquisto; alla fine, il profitto sarà dato, comunque, dalla vendita di ghiaia per la costruzione di un'autostrada lì vicino.
Il D.U.C.K. (Dedicated to Uncle Carl by Keno, dedicato a zio Carl Barks da Keno, che è un altro nome di Don Rosa) si trova sulle prime foglie di un cespuglio a sinistra della 313.